# Hospital Costa del Sol
El Hospital Universitario Costa del Sol es un centro hospitalario gestionado por la Consejería de Salud de la Junta de Andalucía, ubicado a unos 7 km al este de la ciudad española de Marbella, junto a la autovía A-7. Se trata del principal hospital de la comarca Costa del Sol Occidental. 

## Área de influencia
Dentro del Sistema Sanitario Público de Andalucía, está catalogado como Hospital Universitario y cubre la atención médica especializada del Área Sanitaria Costa del Sol, que comprende los municipios de Manilva, Casares, Estepona, Mijas, Fuengirola, Marbella y Torremolinos-Benalmádena. Se inició una ampliación en 2007, ya finalizada.

## Premios
- 2017: Best in Class[1]

El premio lo da una revista sanitaria, Gaceta Médica.